# Mitja Back
Mitja Back (* 1977 in Frankfurt am Main) ist ein deutscher Psychologe, Autor und Professor für Psychologische Diagnostik und Persönlichkeitspsychologie an der Universität Münster.

## Karriere
Back studierte von 1998 bis 2003 Psychologie an der Universität Mainz. Im Jahr 2007 promovierte er an der Universität Leipzig mit einer Arbeit zum Thema „Spontane interpersonelle Attraktion und Persönlichkeit: Eine längsschnittliche Social Relations Analyse“. Nach seiner Promotion arbeitete Back als wissenschaftlicher Mitarbeiter und Juniorprofessor an den Universitäten Leipzig und Mainz. 2011 erhielt er den William-Stern-Preis für hervorragende innovative Arbeiten auf dem Gebiet der Persönlichkeits- und Differentiellen Psychologie der Deutschen Gesellschaft für Psychologie. Seit 2012 ist er Inhaber des Lehrstuhls für Psychologische Diagnostik und Persönlichkeitspsychologie an der Universität Münster.
Von 2016 bis 2020 war Back Editor in Chief der Zeitschrift European Journal of Personality und seit 2020 ist er Senior Consultant Editor der Zeitschrift Personality Science. Seit 2023 ist Back wissenschaftlicher Leiter des Münster Center for Open Science (Mü-COS) und des Centers for Social Skills (CeSoS).

## Forschungsschwerpunkte
Backs Forschungsschwerpunkte liegen im Bereich der Konzeptualisierung und Erfassung von Persönlichkeitseigenschaften sowie dem längsschnittlichen Zusammenspiel von Persönlichkeit und sozialen Beziehungen. Wichtige wissenschaftliche Beiträge betreffen beispielsweise:
- die Betonung und Entwicklung multimethodaler und insbesondere verhaltensbezogener Messungen von Persönlichkeit,
- die Identifikation sozialer Interaktionsprozesse, die (a) der Entwicklung von Persönlichkeit und (b) den Effekten von Persönlichkeit auf die Auswahl und Qualität von Freundschaften, Arbeitsbeziehungen und romantischen Beziehungen zugrunde liegen,
- ein genaueres Verständnis von interindividuellen Unterschieden in intraindividueller Verhaltens- und Erlebens-Variabilität,
- Determinanten und Prozesse der Positivität und Genauigkeit von Selbst-, Fremd- und Metawahrnehmungen
- sowie neue Ansätze in der Theorie, Messung, Entwicklung und Konsequenzen von Selbstkenntnis, Selbsterhöhung und Narzissmus.

Backs Forschung bezieht sich immer wieder auch auf aktuelle, angewandte Fragestellungen, beispielsweise Interaktions-, Wahrnehmungs- und Urteilsprozesse in Unterricht, Therapie, Beratung und Personalauswahl, die Messung und das Training sozialer Kompetenzen, den individuellen Umgang mit der COVID-19-Pandemie, die Wahrnehmung Geflüchteter und gesellschaftliche Konfliktlinien.
Mitja Back setzt sich aktiv für eine transparentere, kooperativere und replizierbarere Forschung ein. Er ist Unterzeichner des „Commitment to Research Transparency and Open Science“, hat als Herausgeber „TOP-Guidelines“ umgesetzt. Außerdem ist er Initiator der „Science Initiative Psychologie“ der Universität Münster.

## Publikationen

### Wissenschaftliche Zeitschriftenartikel und Buchkapitel
Mitja Back ist Autor von mehr als 200 Artikeln in internationalen Fachzeitschriften und -büchern.
- Publikationsübersicht auf den Seiten der Universität Münster
- Google Scholar Account
- ORCID Account
- Open Science Framework Account

### Bücher
2022 erschien die Publikation Von Entdeckern und Verteidigern: Ein neuer Identitätskonflikt in Europa, in der Back gemeinsam mit dem Psychologen Gerald Echterhoff, den Soziologen Olaf Müller und Detlef Pollack und dem Politikwissenschaftler Bernd Schlipphak Ergebnisse einer Umfrage des Exzellenzclusters Religion und Politik der Universität Münster in vier europäischen Ländern (Deutschland, Polen, Frankreich, Schweden) zusammenfasst und einen Identifikationskonflikt beschreibt, der vielen aktuellen gesellschaftlichen Konflikten zugrunde liegt.
2023 legte Back mit Ich! Die Kraft des Narzissmus ein erstes Buch vor, mit dem er sich an ein breites Publikum wendet. Hierin verbindet er das anhaltende öffentliche Interesse an der Eigenschaft Narzissmus mit der aktuellen empirischen Forschung, räumt mit einigen Narzissmus-Mythen auf und beantwortet zentrale Fragen danach, was Narzissmus eigentlich ist, wie diese Persönlichkeitseigenschaft bei sich selbst und anderen erkannt werden kann, wie sie sich entwickelt und welche Auswirkungen sie auf Freundschaften, Liebesbeziehungen, Beruf, Politik und Gesellschaft hat.